# Рух (Високе-Мазовецьке)
Міський спортивний клуб «Рух» Високе-Мазовецьке (пол. Miejski Klub Sportowy Ruch Wysokie Mazowieckie) — польський футбольний клуб з Високого-Мазовецького, заснований у 1955 році. Виступає у Третій лізі. Домашні матчі приймає на Міському стадіоні, місткістю 999 глядачів.

## Історія назв
- 1955 — Рух-Будовлані;
- 1957 — Рух;
- 1960 — Сполем;
- 1963 — Рух;
- 1964 — ЛЗС;
- 1967 — Рух;
- 1996 — Млековіта-Рух;
- 2000 — Млековіта;
- 2006 — Фресковіта;
- 2010 — Рух.